# Munitionsdepot Karatschew
Das Munitionsdepot Karatschew (russisch 67-й арсенал Главного ракетно-артиллерийского управления Минобороны РФ) ist ein russisches Munitionslager unmittelbar nordwestlich der Stadt Karatschew in der Oblast Brjansk. Es ist das 67. Arsenal der Hauptverwaltung für Raketen und Artillerie (GRAU). Es weist eine Gesamtfläche von etwa 3,5 Quadratkilometern auf.
In der Nacht vom 8. zum 9. Oktober 2024 griff die Ukraine mit Drohnen erfolgreich das etwa 114 Kilometer von der Grenze entfernt liegende 67. Arsenal an. In der Folge kam es zu Feuern und zahlreichen Explosionen vor Ort. Im Arsenal wurde zu diesem Zeitpunkt u. a. von Nordkorea gelieferte Munition gelagert. Am 22. November 2024 meldeten die Medien einen neuen Angriff auf das Depot.